# Dorcadion mimomucidum
Dorcadion mimomucidum är en skalbaggsart som beskrevs av Stefan von Breuning 1976. Dorcadion mimomucidum ingår i släktet Dorcadion och familjen långhorningar.
Artens utbredningsområde är Portugal. Inga underarter finns listade i Catalogue of Life.